# Best of Dark Horse 1976–1989
Pour les articles homonymes, voir Best of.
Albums de George Harrison
Cloud Nine
(1987) Live in Japan
(1992)
Best of Dark Horse Years est une compilation de George Harrison regroupant ses titres principaux publiés entre 1976 et 1989 sur ses albums chez le label Dark Horse Records qu'il a fondé. Cette période s'était caractérisée par des albums peu vendeurs, et la compilation ne parvient pas à monter bien haut dans les charts. Elle est en revanche appréciée par la critique.

## Liste des chansons
Toutes les chansons sont écrites et composées par George Harrison, sauf mention contraire.
| No  | Titre                               | Durée |
| --- | ----------------------------------- | ----- |
| 1.  | Poor Little Girl                    | 4:33  |
| 2.  | Blow Away                           | 3:59  |
| 3.  | That's the Way It Goes              | 3:34  |
| 4.  | Cockamamie Business                 | 5:15  |
| 5.  | Wake Up My Love                     | 3:32  |
| 6.  | Life Itself                         | 4:24  |
| 7.  | Got My Mind Set on You (Rudy Clark) | 3:52  |
| 8.  | Crackerbox Palace                   | 3:56  |
| 9.  | Cloud 9                             | 3:14  |
| 10. | Here Come the Moon                  | 4:09  |
| 11. | Gone Troppo                         | 4:23  |
| 12. | When We Was Fab (Harrison, Lynne)   | 3:56  |
| 13. | Love Comes to Everyone              | 3:40  |
| 14. | All Those Years Ago                 | 3:44  |
| 15. | Cheer Down (Harrison, Petty)        | 4:08  |

## Personnel sur les nouvelles chansons "Poor Little Girl" and "Cockamamie Business"
- George Harrison : chant, chœurs, guitare, banjo
- Jeff Lynne ; basse, claviers, chœurs
- Richard Tandy : piano
- Jim Horn : saxophones, arrangements des cuivres
- Ray Cooper : percussion
- Ian Paice : batterie